# Neoliodes porcellus
Neoliodes porcellus är en kvalsterart som beskrevs av Berlese 1888. Neoliodes porcellus ingår i släktet Neoliodes och familjen Neoliodidae. Inga underarter finns listade i Catalogue of Life.